# Doc at the Radar Station
Doc at the Radar Station är ett musikalbum av Captain Beefheart och the Magic Band. som lanserades i augusti 1980 på Virgin Records. Skivans omslag består av en målning av Captain Beefheart. Förre medlemmen i The Magic Band, John French arbetade här för sista gången med Captain Beefheart. French hade flera gånger under 1970-talet lämnat gruppen, men här återkom han en sista gång.
Musikkritikern Robert Christgau kallade albumet för Captain Beefhearts mest kompromisslösa album sedan Trout Mask Replica 1969. Han tillade sedan: "Själv har jag alltid gillat hans kompromisser, vilka tenderar att vara galnare än normalt folks vildaste drömmar" och gav skivan A- i betyg.

## Låtlista
Sida 1
1. "Hot Head" – 3:23
2. "Ashtray Heart" – 3:25
3. "A Carrot is as Close as a Rabbit Gets to a Diamond" – 1:38
4. "Run Paint Run Run" – 3:40
5. "Sue Egypt" – 2:57
6. "Brickbats" – 2:40

Sida 2
1. "Dirty Blue Gene" – 3:51
2. "Best Batch Yet" – 5:02
3. "Telephone" – 1:31
4. "Flavor Bud Living" – 1:00
5. "Sheriff of Hong Kong" – 6:34
6. "Making Love to a Vampire with a Monkey on My Knee" – 3:11

(Alla låtar skrivna av Captain Beefheart d.v.s. Don Van Vliet)

## Medverkande
- Captain Beefheart (Don Van Vliet) – sång, percussion, munspel, sopransaxofon, basklarinett, gitarr

The Magic Band
- Drumbo (John French) – slidegitarr, gitarr, marimba, basgitarr, trummor (på "Ashtray Heart" och "Sheriff of Hong Kong")
- Bruce Lambourne Fowler – trombone
- Jeff Moris Tepper – slidegitarr, gitarr
- Eric Drew Feldman – synthesizer, basgitarr, mellotron, piano
- Robert Arthur Williams – trummor

Bidragande musiker
- Gary Lucas – gitarr, valthorn
- Gary Lewis – gitarr